# Eulophia calanthoides
Eulophia calanthoides är en orkidéart som beskrevs av Rudolf Schlechter. Eulophia calanthoides ingår i släktet Eulophia och familjen orkidéer. Inga underarter finns listade i Catalogue of Life.